# Каннингем, Розали
Розали Каннингем (англ. Rosalie Cunningham; род. 25 апреля 1990, Саутенд-он-Си, Англия) — британская певица, автор-исполнитель. После распада группы Ipso Facto, начала новый проект под названием Purson.

## Карьера
Каннингем начала свою карьеру в 2007 году в составе группы Ipso Facto, которая выпустила синглы «Harmonise» / «Balderdash» (Disc Error) в октябре того же 2007 года, «Ears And Eyes» (PureGroove) в августе 2008 года и «Six And Three Quarters» / «Circle Of Fifths» на лейбле Mute Records в октябре 2008 года. Все эти синглы были включены в мини-альбом If, выпуск которого состоялся на лейбле Vinyl Junkie в феврале 2009 года. Автором песен выступила сама Каннингем.
В середине 2009 года Ipso Facto распалась, после чего Каннингем собрала новый коллектив Purson.
Также сотрудничала с такими группами как, Magazine и The Last Shadow Puppets (упоминается как Рози Каннингем) в качестве бэк-вокалистки и выступала с ними на их последних концертных турах на фестивале BBC Electric Proms и на телепередаче «Позже... С Джулсом Холландом». С января по май 2010 года выступала клавишницей группы These New Puritans во время их тура-поддержки альбома Hidden.
В 2012 году Каннингем играла на гитаре вместе Вилли Муном, выступая на разогреве у Джека Уайта во время его тура по Великобритании. Также записала бэк-вокальные партии к альбому дум-метал-группы Cathedral, The Last Spire, релиз которого состоялся в 2013 году.